# Sakuraiova reakce
Sakuraiova reakce (také nazývaná Hosomiova–Sakuraiova reakce) je chemická reakce mezi uhlíkatým elektrofilem (například ketonem) s allylovaným silanem katalyzovaná silnou Lewisovou kyselinou. Pojmenovaná je po chemicích Akirovi Hosomiovi a Hideki Sakuraiovi.
Aktivace pomocí Lewisovy kyseliny je k provedení reakce nezbytná. Silné Lewisovy kyseliny, jako je například chlorid titaničitý, fluorid boritý, chlorid cíničitý nebo AlCl(Et)2 mají při spouštění Sakuraiových reakcí největší účinnost. Reakce patří mezi elektrofilní allylové přesmyky, při nichž jako meziprodukty vznikají beta-silylové karbokationty. Řídící silou je stabilizace tohoto karbokationtu beta-křemíkovým efektem.

## Možnosti
Do Hosomiových-Sakuraiových reakcí lze zapojit mnoho různých funkčních skupin, přičemž je potřebná aktivace elektrofilního uhlíku Lewisovou kyselinou. Níže je zobrazeno několik skupin, které je možné zapojit do Hosomiových–Sakuraiových reakcí.

## Mechanismus

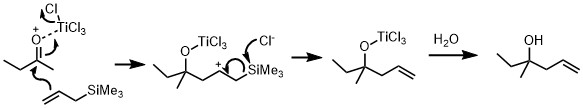
Obrázek 1 - Hosomiova-Sakuraiova reakce vedoucí k allylaci ketonu

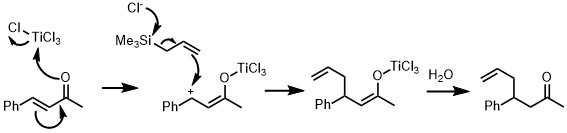
Obrázek 2 - Hosomiova-Sakuraiova allylace enonu

Hosomiovy-Sakuraiovy reakce jsou allylace využívající allylsilany. Na obrázku 1 je znázorněna allylace ketonu (sloučeniny obsahující ketonovou a dvě různé funkční skupiny). Při této reakci je elektrofilní sloučenina (ketonový uhlík) vystavena působení chloridu titaničitého, což je silná Lewisova kyselina, a allyltrimethylsilanu. Lewisova kyselina nejprve aktivuje elektrofilní uhlík, který je poté atakován elektrony allylsilanu. Křemík má velký vliv na stabilizaci karbokationtu na uhlíku v pozici β. Hosomiovu-Sakuraiovu reakci je možné využít i u jiných funkčních skupin, jako jsou enony, kde často probíhá konjugovaná adice. Na obrázku 2 je znázorněna Hosomiova- Sakuraiova reakce s využitím cinamoylketonu. Probíhá stejným mechanismem jako předchozí reakce.

## Stabilizace beta-skřemíkovým efektem
Hosomiovy–Sakuraiovy reakce probíhají přes sekundární karbokationtové meziprodukty. Sekundární karbokationty jsou obecně nestabilní, ovšem β-křemíkový efekt jejich stabilitu zvyšuje. Křemík může dodávat elektrony do prázdných p orbitalů, pak je orbital křemíku sdílen mezi dvěma uhlíky. Tím se stabilizuje kladný náboj rozdělený do tří orbitalů. Tato interakce je nezbytná k dokončení reakce.